# Carta al director
La carta al director és un subgènere periodístic en què els lectors d'un diari parlen de fets d'actualitat, situacions personals o informacions publicades que han suscitat el seu interès. Poden expressar opinió, comentari, denúncia, agraïment, etc.

## Estructura
- Títol: mostra el tema de la carta. La titulació de les cartes és responsabilitat del diari, tot i que el lector pot proposar un títol.
- Introducció: és el primer paràgraf de la carta. S'hi exposa la tesi que el lector defensara en els paràgrafs següents.
- Arguments: defensen la tesi que el lector exposa.
- Conclusió: es troba en el darrer paràgraf.